# Bryan Williams (Rugbyspieler)
Sir Bryan George Williams, KNZM, MBE (* 3. Oktober 1950 in Auckland, Neuseeland) ist ein samoanisch-stämmiger, ehemaliger neuseeländischer Rugby-Union-Spieler auf der Position des Außendreiviertels, Innendreiviertels sowie Schlussmanns, Rugbytrainer und Rugbyfunktionär.
Seit 2011 ist er Präsident der New Zealand Rugby Union (NZRU). Zuvor fungierte er zwei Jahre lang als einer ihrer Vizepräsidenten. Außerdem war er auch Vereinspräsident des Ponsonby RFC, bei dem er ein Mitglied auf Lebenszeit ist.
Seine Söhne Gavin Williams und Paul Williams sind professionelle Rugby-Union-Spieler.

## Spielerkarriere
Williams ging in Auckland auf die Mount Albert Grammar School zur Schule, wo er von 1965 bis 1967 in deren Erster Rugbymannschaft auflief, nachdem er vorher Rugby League gespielt hatte. Nach seiner Schulzeit trat er 1968 dem Aucklander Rugbyverein Ponsonby RFC bei und absolvierte im selben Jahr Spiele für die U-21-Auswahlmannschaft der Auckland RFU. 1969 debütierte er in der Ersten Mannschaft des Provinzverbandes.
Im folgenden Jahr wurde er in den Kader der neuseeländischen Nationalmannschaft (All Blacks) für die Südafrika-Tour 1970 berufen. Dort gelang ihm auf internationaler Ebene der Durchbruch, obwohl er mit den All Blacks drei der vier Länderspiele gegen die südafrikanische Nationalmannschaft (Springboks) verlor, da er in seinen 13 Einsätzen 14 Versuche erzielen konnte, darunter jeweils einen im ersten und letzten Länderspiel gegen die Springboks. Außerdem waren Williams sowie die māori-stämmigen Buff Milner, Blair Furlong und Sid Going die ersten Polynesier, die für Neuseeland in Südafrika Rugby spielen durften, nachdem die südafrikanische Apartheidsregierung sie auf Druck der NZRU zu sogenannten honorary whites (Weiße ehrenhalber) erklären ließ. Zuvor tolerierte der neuseeländische Rugbyverband bis 1966 die rassistische Politik der Südafrikaner, die es auch nicht-weißen Spielern von Gastmannschaften untersagte, in Südafrika mit Weißen Rugby zu spielen.
1971 verlor er mit den All Blacks die Länderspielserie gegen die in Neuseeland tourenden British Lions aufgrund zweier Niederlagen, eines Sieges und eines Unentschiedens. Williams lief dabei in drei der vier Länderspiele auf. Danach gewann er im selben Jahr mit Auckland den Ranfurly Shield gegen die Canterbury RFU. Sie konnten diesen einmal erfolgreich verteidigen, bevor sie ihn wieder an die North Auckland RFU verloren.
1972, 1974 sowie 1978 verteidigte er mit Neuseeland jeweils erfolgreich den Bledisloe Cup gegen die australische Nationalmannschaft (Wallabies). Des Weiteren gewann er mit Auckland 1972 von North Auckland den Ranfurly Shield zurück, der jedoch direkt nach dem ersten Herausforderungsspiel wieder an Canterbury verloren wurde, und errang diesen erneut 1974 gegen die Wellington RFU. Diesmal verteidigte Auckland den Shield bis 1976 insgesamt zehnmal erfolgreich.
Williams tourte 1976 mit den All Blacks wieder in Südafrika, wo sie die Länderspielserie gegen die Springboks erneut verloren (drei Niederlagen und ein Sieg). Dafür gewann er mit der Nationalmannschaft 1977 die Länderspielserie gegen die in Neuseeland tourenden British and Irish Lions und konnte mit ihr im folgenden Jahr zum ersten Mal in der Geschichte der All Blacks auf ihrer Europatour einen Grand Slam erringen.
1979 folgte ein weiterer Gewinn des Ranfurly Shields mit Auckland gegen North Auckland. Mit seiner Provinz verteidigte er diesen bis 1980 sechsmal erfolgreich. Nachdem er seit der Europatour 1978 nicht mehr für die Nationalmannschaft nominiert wurde, trat er 1981 vom aktiven Rugbysport vorübergehend zurück. Jedoch spielte er 1982 doch noch einmal für eine Saison mit Auckland in der National Provincial Championship (NPC) und wurde mit der Mannschaft erstmals in ihrer Geschichte neuseeländischer Rugbymeister, da sie die NPC gewannen. Im Jahr 1983 beendete er endgültig seine Spielerlaufbahn.

## Trainerkarriere
Nach seiner aktiven Rugbykarriere trainierte er in den Jahren 1981 bis 1984 als Co-Trainer von Maurice Trapp die Erste Mannschaft des Ponsonby RFC und von 1984 bis 1985 die Zweite Mannschaft der Auckland RFU. Zuvor war Williams bereits von 1975 bis 1977 Spieler-Co-Trainer sowie von 1978 bis 1979 Co-Trainer beim Ponsonby RFC gewesen. Von 1987 bis 1991 trainierte er als Trapps Co-Trainer die Erste Mannschaft der Auckland RFU. Sie gewannen mit der Provinz von 1987 bis 1990 viermal hintereinander die neuseeländische Rugbymeisterschaft und verteidigten durchgehend den Ranfurly Shield.
Ab 1991 arbeitete Williams als technischer Berater für den samoanischen Rugbyverband und als Co-Trainer für dessen Nationalmannschaft, mit der er 1991, 1992 sowie 1993 die Pacific Tri-Nations gewann. Außerdem stieß er mit ihr jeweils bis ins Viertelfinale der Rugby-Union-Weltmeisterschaft 1991 und Rugby-Union-Weltmeisterschaft 1995 vor. Von 1996 bis 1999 war er Nationaltrainer der samoanischen Nationalmannschaft. Mit ihr gewann er 1997 erneut die Pacific Tri-Nations. Außerdem qualifizierte er sich mit der Mannschaft für die Rugby-Union-Weltmeisterschaft 1999, bei der Samoa, nachdem es in der Gruppenphase unter anderem die Gastgebermannschaft Wales mit 38:31 bezwang, in die Hoffnungsrunde einziehen konnte. Durch eine 35:20-Niederlage gegen die schottische Nationalmannschaft verpassten die Samoaner aber den Einzug ins Viertelfinale.
Danach war er unter Graham Mourie von 2000 bis 2001 Co-Trainer bei der neuseeländischen Franchise Hurricanes, die in der internationalen Super-Rugby-Liga spielt. Er wurde nach zwei Spielzeiten zusammen mit Mourie entlassen. Seitdem ist er bei seinem Heimatverein Ponsonby RFC der Sportdirektor. Des Weiteren war er von 2001 bis 2003 noch Co-Trainer von Mark Anscombe bei der Zweiten Mannschaft der Auckland RFU.